# Aaron Douglas Johnston
Aaron Douglas Johnston és un cineasta estatunidenc que viu als Països Baixos. És conegut per les pel·lícules Bumblefuck, USA, i My Sister's Quinceañera. Ambdues pel·lícules se centren en persones outsiders i barrejar la frontera entre el documental i la ficció mitjançant l'ús d'actors no professionals. Ha va utilitzar el finançament comunitari per proporcionar els petits pressupostos per a les seves pel·lícules.

## Biografia
Johnston va néixer el 1978 i es va criar a Muscatine, Iowa. Va estudiar sociologia a la Oxford  i a la de Yale abans de trobar el seu camí cap al cinema als Països Baixos. A Amsterdam, va estudiar direcció a l'Acadèmia de cinema i televisió dels Països Baixos, on va fer el curtmetratge seleccionat pel Festival de Cinema de Sundance Today and Tomorrow, un drama fet amb i sobre els sol·licitants d'asil polític que viuen als Països Baixos.

## Premis
- Premis Independent Spirit 2014 – Premi Someone to Watch (Nominat)[7][8]